# インターフローラ・ワールドカップ
インターフローラ・ワールドカップは世界最大の生花店組織インターフローラが主催する、花業界において世界的にも歴史と権威あるフローリストのための競技会。1972年オランダ・アムステルダムにて開催。以降、ヨーロッパ、アメリカ、アジアなど世界中の様々な地域・都市を舞台に4-5年に1度開催されている。
1989年の第7回大会では、アジア初となる東京で開催され、村松文彦が優勝。2010年まではJFTD社団法人日本生花通信配達協会（花キューピット）から選手が派遣されていたが、インターフローラとの提携解消にともない、2015年のドイツ・ベルリンでの大会以降イーフローラが日本代表選手派遣団体として正式に認定されている。2019年3月には第15回アメリカ・フィラデルフィアにて開催。